# Anastasia Pavlyuchenkova
Anastasia Sergeyevna Pavlyuchenkova (en russe : Анастасия Сергеевна Павлюченкова ; transcription française, non usitée : Anastasia Sergueïevna Pavlioutchenkova), née le 3 juillet 1991 à Samara, est une joueuse de tennis russe, professionnelle depuis décembre 2005.
Joueuse de fond du court, sa surface de prédilection est la terre battue et son coup fétiche est le coup droit long de ligne.
En 2006, elle intègre l'Académie de tennis de Patrick Mouratoglou et devient championne du monde junior. Durant sa collaboration avec Patrick Mouratoglou, Pavlyuchenkova passe de la 350e place mondiale à la 25e place au classement WTA.
Elle a remporté douze tournois WTA en simple, dont celui de Monterrey à quatre reprises. Son frère Alexander a également joué au tennis professionnel pendant un certain temps, il voyage souvent avec elle, la supporte lors de ses matchs et lui donne des conseils pour jouer.
En 2021, elle atteint la finale de Roland-Garros et remporte les jeux olympiques de Tokyo en double mixte avec Andrey Rublev.

## Carrière tennistique

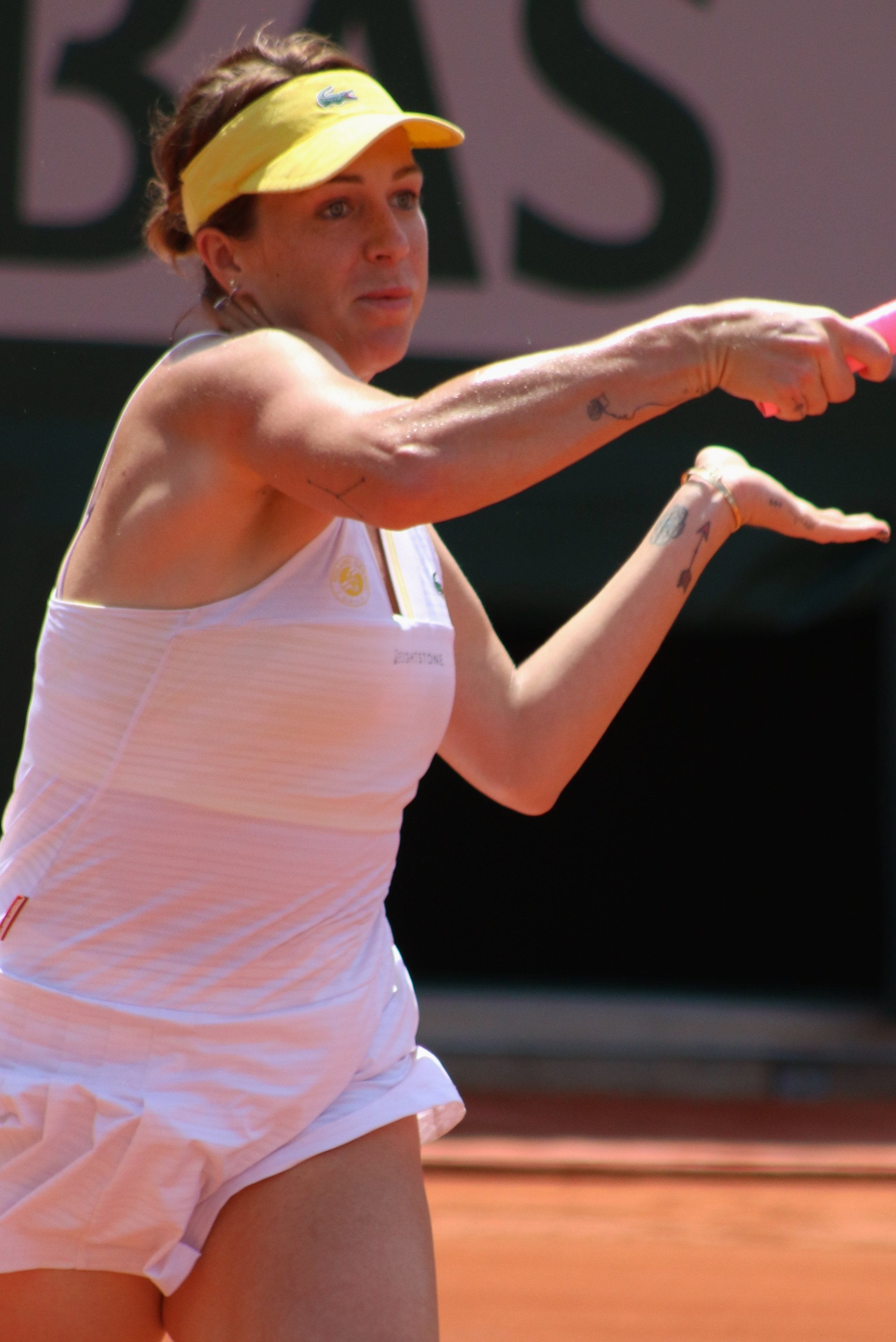
2021 Roland Garros, Anastasia Pavlyuchenkova en 2021

### 2006
En simple, elle remporte en janvier le tournoi junior de l'Open d'Australie en s'imposant face à Caroline Wozniacki 1-6, 6-2, 6-3. En juin, elle s'incline en finale du tournoi junior de Roland-Garros face à Agnieszka Radwańska sur le score de 4-6, 1-6. Elle remporte ensuite l'US Open en battant l'Autrichienne Tamira Paszek 3-6, 6-4, 7-5. En janvier, elle remporte également l'épreuve junior du double de l'Open d'Australie et de Roland-Garros avec Sharon Fichman, Wimbledon avec Alisa Kleybanova et s'incline en finale de l'US Open avec sa partenaire canadienne Sharon Fichman.

### 2007
En janvier 2007, Anastasia s'adjuge son deuxième Open d'Australie junior grâce à sa victoire contre Madison Brengle. En juin, elle s'incline à Roland-Garros au stade des demis face à la Colombienne Mariana Duque Mariño. À Wimbledon, elle s'adjuge le titre en double junior avec Urszula Radwańska.

### 2008
Sortie des qualifications, elle atteint le deuxième tour de Roland-Garros, ne s'inclinant qu'en trois sets face à l'Italienne Flavia Pennetta. À Wimbledon elle récidive : qualifiée, elle réussit à intégrer le troisième tour du tournoi non sans avoir auparavant écarté la prometteuse Alizé Cornet. Elle échoue contre la future quart-de-finaliste Agnieszka Radwańska.
Malgré une lourde défaite au deuxième tour de l'US Open contre la Suissesse Patty Schnyder, elle réalise une remarquable année, qui la voit glaner quatre titres ITF en simple et un premier titre WTA en double. Sa saison 2008 est marquée par sa progression au classement puisque ayant commencé la saison 286e mondiale, elle la termine dans le top 50.

### 2009
Anastasia Pavlyuchenkova se révèle au grand public et se hisse en demi-finale de l'Open d'Indian Wells, au terme d'un parcours qui la voit notamment battre deux top 10, Jelena Janković (tête de série numéro 2) et Agnieszka Radwańska. Elle bat également Venus Williams à deux reprises dans l'année.

### 2011: deux quarts de finale en Grand Chelem
À Roland-Garros, après avoir dominé sa compatriote Vera Zvonareva au 4e tour Anastasia Pavlyuchenkova bute sur la lauréate de l'édition 2010, Francesca Schiavone, en quart de finale.

### 2014: deux titres Premier
Après un mois de janvier compliqué, Anastasia Pavlyuchenkova réalise un gros tournoi, en remportant son premier titre de l'année, l'Open GDF Suez à Paris (Premier Event). Elle ajoute ainsi à son palmarès le titre le plus important à ce jour, malgré un tableau des plus compliqués avec dans son sillage : avec Francesca Schiavone (1-6, 6-4, 6-1), puis la tête de série numéro 7, Carla Suárez Navarro (6-2, 3-6, 6-3) et la 9e mondiale, Angelique Kerber (5-7, 6-3, 7-63) en quart de finale. Dans le dernier carré, elle affronte et bat la tête de série numéro 1 et 5e mondiale, Maria Sharapova (4-6, 6-3, 6-4) au terme d'une rencontre à retournement de situations, se qualifiant pour la finale. Elle bat encore une fois en trois manches (3-6, 6-2, 6-3), l'Italienne Sara Errani alors 7e mondiale en presque deux heures,.
En octobre chez elle à Moscou elle réalise un bon parcours en allant jusqu'en finale en battant qu'une top 50 (Alison Riske 6-2, 6-2 au second tour) sur son parcours. Elle bat la Roumaine Irina-Camelia Begu, (6-4, 5-7, 6-1) remportant le 7e titre de sa carrière.

### 2015: finale de Fed Cup et8etitre
En mars au tournoi d'Indian Wells, elle bat la 20e mondiale Barbora Strýcová (6-3, 6-3), avant de perdre dans un gros match au troisième tour contre Carla Suárez Navarro (6-74, 7-65, 0-6).
Saison estivale à Washington elle bat les têtes de séries numéro 3 et 1, Belinda Bencic (6-2, 6-4) et Ekaterina Makarova sur abandon après un set partout et aller en finale. Elle perd sèchement (1-6, 2-6) contre l'Américaine Sloane Stephens. Puis un quart de finale à Cincinnati battant Roberta Vinci au premier tour en trois manches, et profitant de l'abandon de Victoria Azarenka après avoir perdue le premier set. Elle perdra (6-73, 2-6), contre la 3e mondiale, Simona Halep future finaliste.
Sur la tournée asiatique, elle fait un autre quart à Pékin, en battant Elina Svitolina (6-4, 1-6, 6-3) et la 7e mondiale, Flavia Pennetta (3-6, 6-4, 6-3), avant de perdre (3-6, 5-7) contre la Serbe Ana Ivanović.
En octobre, elle enchaîne les bonnes performances avec un titre à Linz, battant aucune top 50 sur son chemin. Et une finale au tournoi de Moscou alors tenante du titre, battant la 9e mondiale, Lucie Šafářová (6-1, 6-72, 6-3), puis ses compatriotes Margarita Gasparyan (6-1, 6-3) et la qualifiée Daria Kasatkina (2-6, 6-2, 6-4) en demi-finale. Cependant elle perd sèchement (1-6, 2-6) contre Svetlana Kuznetsova, alors fatiguée de sa semaine et de son enchaînement de matchs.
À la Fed Cup, au premier tour elle ne joue que le double avec Vitalia Diatchenko, qu'elles gagnent (6-4, 6-4) contre la paire Klaudia Jans-Ignacik et Alicja Rosolska remportant 4-0 la rencontre. Puis en demi-finale, elle affronte l'Allemagne, battant en simple pour le deuxième match, la 19e mondiale Sabine Lisicki (4-6, 7-64, 6-3), puis perdant son deuxième sèchement (1-6, 0-6) contre Angelique Kerber, 14e mondiale. Mais remportant le match décisif, le double avec Elena Vesnina, battant la paire Sabine Lisicki et Andrea Petkovic (6-2, 6-3) se qualifiant ainsi pour la finale. Affrontant les Tchèques les 14 et 15 novembre, elle perd ses deux matchs de simple contre la 6e mondiale, Petra Kvitová (6-2, 1-6, 1-6) et la 11e mondiale, Karolína Plíšková (3-6, 4-6), avant de faire perdre sa nation pour la match de double contre Karolína Plíšková et Barbora Strýcová (6-4, 3-6, 2-6) après avoir pourtant bien commencé.

### 2016: premier quart de finale à Wimbledon
Elle ne fait surface cette année (avec un bon résultat) qu'à partir de Wimbledon, battant d'abord difficilement Hsieh Su-wei (7-5, 1-6, 6-1), puis Yulia Putintseva (7-5, 6-1) et la 11e mondiale, Timea Bacsinszky (6-3, 6-2) pour ainsi aller en huitième. Elle bat une bonne joueuse sur herbe, l'Américaine Coco Vandeweghe (6-3, 6-3) et disputer son premier quart de finale au All England Club. Elle perd contre Serena Williams (4-6, 4-6).
Tournée estivale à Montréal, elle passe Yulia Putintseva en trois set, puis Christina McHale avant de battre la no 4 mondiale, Agnieszka Radwańska (6-4, 64-7, 6-1). Elle perd dans un match serré contre la 12e mondiale, Madison Keys (6-73, 6-1, 0-6) après avoir lâchée dans la dernière manche.

### 2017: premier quart de finale à Melbourne et deux titres
À l'Open d'Australie après deux premiers tours avec des joueuses abordables, elle bat la 13e mondiale, Elina Svitolina (7-5, 4-6, 6-3) au troisième tour, et domine sa compatriote Svetlana Kuznetsova 10e mondiale, (6-3, 6-3) fatiguée de son match marathon précédent, pour se qualifier à son premier quart de finale à Melbourne. Elle perd au tour d'après contre la future finaliste Venus Williams (4-6, 63-7) en 1 h 47.
Pour les tournois américains, d'abord à Indian Wells elle vainc la tête de série numéro 17 Barbora Strýcová (6-3, 6-2) et la 5e mondiale, Dominika Cibulková (6-4, 3-6, 6-2) pour passer en quart de finale. Elle est battue facilement (3-6, 2-6) en une heure contre la future finaliste et 8e mondiale, Svetlana Kuznetsova. Et enfin à Miami elle est défaite au troisième tour en trois sets contre Bethanie Mattek-Sands.
En avril, elle remporte le 9e titre de sa carrière en simple à Monterrey en battant en finale la 1re mondiale Angelique Kerber au bout de trois sets en près de 2 heures (6-4, 2-6, 6-1). Et après avoir battu la 25e mondiale Caroline Garcia, plutôt aisément en deux sets (6-2, 6-4) en demi-finale et après avoir souffert face à la 30e mondiale Tímea Babos en quart de finale en trois sets interminables (6-2, 3-6, 7-5). Il s'agit du quatrième titre en carrière de la Russe à Monterrey, qu'elle avait remportée également en 2010, 2011 et 2013.
Elle enchaîne avec le tournoi à Rabat sur terre battue, où elle remporte son 10e titre de sa carrière en battant Ekaterina Makarova, puis les Italiennes Sara Errani en demie et Francesca Schiavone (7-5, 7-5) en finale.

### 2021: première finale en Grand Chelem
Elle accède pour la première fois à une finale d'un tournoi du Grand Chelem à Roland-Garros, où elle s'incline face à la Tchèque Barbora Krejčíková pour qui c'est également la première finale, en trois sets (6-1, 2-6, 6-4).

### 2022: blessure au genou
À cause d'une douleur au genou gauche, Anastasia Pavlyuchenkova, ne participe pas au tournoi de Roland-Garros et déclare forfait jusqu'à la fin de la saison 2022.

### 2023: retour sur le circuit et quart de finale à Roland-Garros
Anastasia Pavlyuchenkova est de retour sur le circuit lors du début de saison en Australie mais des résultats peu concluants la conduisent à repartir au niveau du circuit ITF. Elle s'aligne en mars au tournoi W60 de Croissy-Beaubourg pour reprendre un peu de rythme et passe deux tours.
Elle dispute fin mai Roland-Garros, qu'elle avait laissé en tant que finaliste il y a deux ans. Elle s'impose contre la très jeune Linda Fruhvirtová (6-2, 6-2) en tant que 333e mondiale au premier tour. Elle renverse ensuite deux de ses compatriotes, la tête de série numéro quinze Liudmila Samsonova (4-6, 7-5, 7-5) et Anastasia Potapova (4-6, 6-3, 6-0) pour filer en huitièmes de finale. Elle rencontre alors la Belge Elise Mertens, tombeuse de la numéro trois mondiale Jessica Pegula et s'impose alors qu'elle est encore menée une manche à rien (3-6, 7-6, 6-3). Arrivée en quarts de finale pour la première fois depuis sa finale dans le Grand Chelem parisien il y a deux ans, elle tombe à ce stade contre la Tchèque Karolína Muchová (5-7, 2-6).
Fin juillet, elle est censée participer au tournoi de Prague. Elle est cependant refoulée à la frontière tchèque par les autorités du pays, le gouvernement tchèque ayant interdit la participation de sportifs russes et biélorusses aux évènements sportifs organisés dans le pays dans le contexte de l'invasion de l'Ukraine par la Russie depuis 2022.
Fin septembre, elle rejoint les demi-finale de Tokyo en éliminant sur son passage la Croate Donna Vekić (6-1, 6-1), la jeune Tchèque Linda Nosková (6-3, 4-6, 6-0) et sa compatriote Ekaterina Alexandrova (6-2, 7-5). Elle manque l'occasion de revenir en finale (elle avait disputé la finale du tournoi il y a six ans) en perdant un match serré contre une autre Russe, Veronika Kudermetova (6-7, 7-6, 3-6), victorieuse de la numéro deux mondiale Iga Świątek au tour précédent. 

### 2024. Demi-finale à Doha et quart de finale à Cincinnati

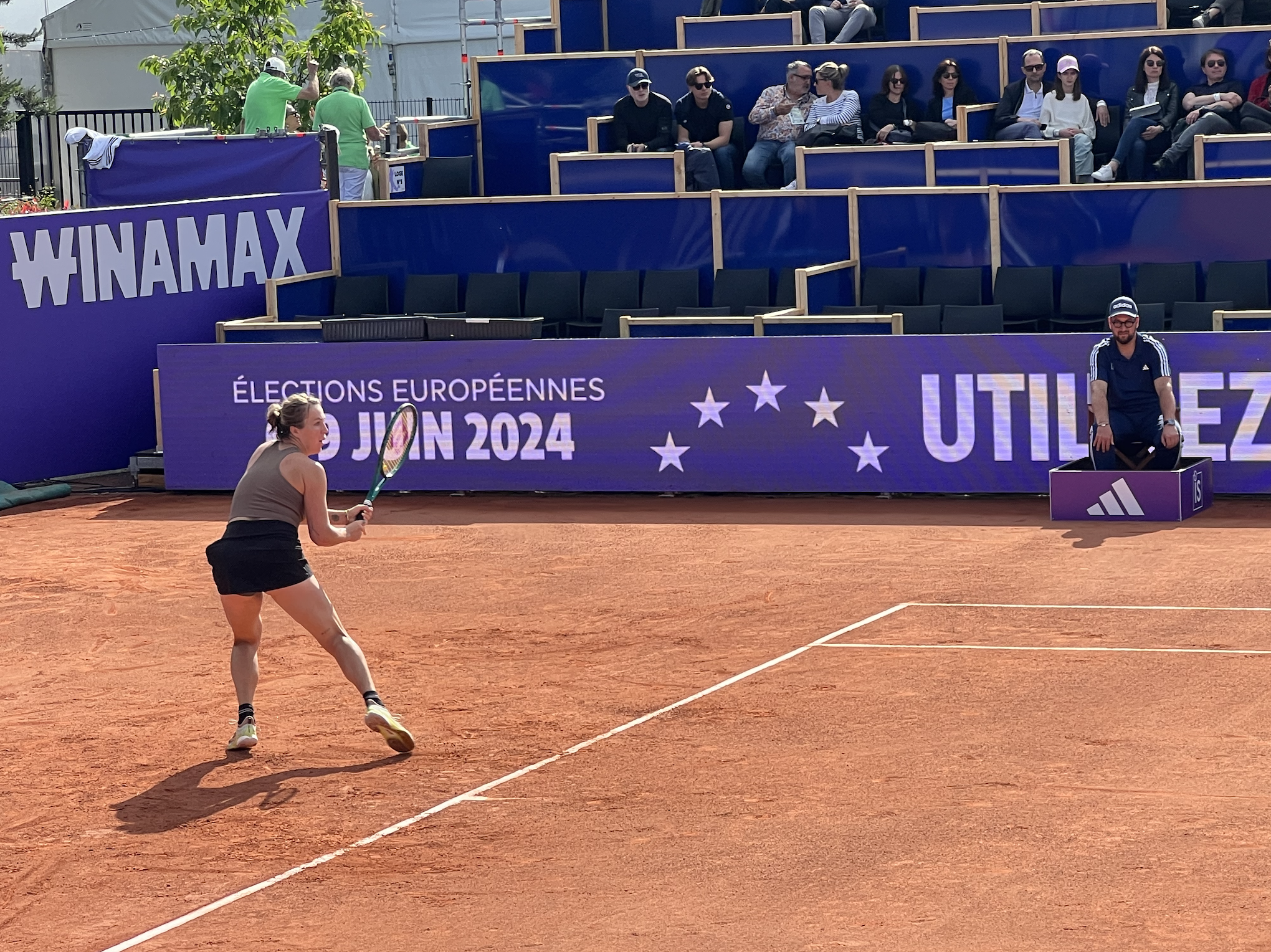
Pavlyuchenkova sur la défensive aux Internationaux de Strasbourg 2024.

Elle participe début février au tournoi de Linz et parvient jusqu'en demi-finale, écartant de sa route sans perdre une seule manche l'Italienne Martina Trevisan (6-4, 6-0), la Britannique Katie Boulter (7-6, 6-4) et la Belge Elise Mertens (6-3, 6-2). Elle retrouve alors la Lettone Jeļena Ostapenko qui l'empêche d'arriver en finale (2-6, 3-6). Quelques jours plus tard, elle rallie pour la quatrième fois de sa carrière les demi-finale d'un WTA 1000, celui de Doha, ce qui ne lui était plus arrivé depuis trois ans. Elle bat ainsi lors du tournoi qatari sa compatriote tête de série numéro onze Daria Kasatkina, finaliste la veille à Abou Dhabi (6-2, 7-6), profite de l'abandon prématuré de l'Ukrainienne Marta Kostyuk (2-1 ab.), quart de finaliste à l'Open d'Australie puis sort la numéro huit mondiale Markéta Vondroušová, vainqueur la saison passée de Wimbledon (7-5, 6-3). Après avoir sorti dans un quart de finale surprise la qualifiée Danielle Collins, qui dispute sa dernière saison sur le circuit (7-5, 6-4), elle rencontre Elena Rybakina en demi-finale, quatrième joueuse mondiale et déjà vainqueur de deux titres en ce début de saison. Elle cède logiquement en deux manches (2-6, 4-6).
Elle rejoint en août pour la première fois depuis neuf ans les quarts de finale à Cincinnati, renversant difficilement la Brésilienne Beatriz Haddad Maia (4-6, 7-6, 6-3), puis effaçant l'ancienne numéro une Caroline Wozniacki (7-5, 6-4) et la numéro sept mondiale Zheng Qinwen (7-5, 6-1), tout juste médaillée d'or aux Jeux Olympiques de Paris 2024. Elle perd à ce stade contre l'Espagnole Paula Badosa (3-6, 2-6), titrée à Washington quelques semaines avant.

### 2025. Nouveaux quarts de finale à l'Open d'Australie et Wimbledon
Elle dispose en début d'année à l'Open d'Australie de la Chinoise Yuan Yue qui échoue pour la troisième année de suite d'entrée (6-4, 4-6, 6-3) avant de battre sa compatriote Anastasia Potapova (7-6, 2-6, 6-2). Elle sort ensuite plus facilement l'Allemande vétérane Laura Siegemund (6-1, 6-2) qui a éliminé au tour précédent la finaliste de l'année passée Zheng Qinwen, puis enchaîne contre Donna Vekić, demi-finaliste l'année passée à Wimbledon (7-6, 6-0) pour disputer un neuvième quart de finale en Grand Chelem, son quatrième à l'Open d'Australie, stade qu'elle n'a jamais dépassé ici. Elle s'offre le deuxième set contre la double tenante du titre Aryna Sabalenka, numéro une mondiale dans des conditions venteuses, mais s'incline (2-6, 6-2, 3-6) logiquement.
Elle est également présente en quarts de finale à Wimbledon pour la première fois depuis neuf ans, renversant une autre vétérane, Ajla Tomljanović (4-6, 6-3, 6-2),  et l'ancienne numéro une Naomi Osaka (3-6, 6-4, 6-4) et s'octroyant des victoires en deux sets sur la jeune Ashlyn Krueger (7-6, 6-4) qui vient de remporter son premier match ici et la Britannique Sonay Kartal sur le même score. Battue trois fois par le passé par Amanda Anisimova, elle est défaite une quatrième fois (1-6, 6-7) par l'Américaine qui rejoint pour la première fois le dernier carré au Temple.

## Palmarès

### Titres en simple dames
| No | Date       | Nom et lieu du tournoi                             | Catégorie | Dotation  | Surface      | Finaliste            | Score            |          |
| -- | ---------- | -------------------------------------------------- | --------- | --------- | ------------ | -------------------- | ---------------- | -------- |
| 1  | 01-03-2010 | Abierto Monterrey, Monterrey                       | Intern'l  | 220 000 $ | Dur (ext.)   | Daniela Hantuchová   | 1-6, 6-1, 6-0    | Parcours |
| 2  | 26-07-2010 | Istanbul Cup, Istanbul                             | Intern'l  | 220 000 $ | Dur (ext.)   | Elena Vesnina        | 5-7, 7-5, 6-4    | Parcours |
| 3  | 28-02-2011 | Monterrey Open, Monterrey                          | Intern'l  | 220 000 $ | Dur (ext.)   | Jelena Janković      | 2-6, 6-2, 6-3    | Parcours |
| 4  | 01-04-2013 | Monterrey Open, Monterrey                          | Intern'l  | 235 000 $ | Dur (ext.)   | Angelique Kerber     | 4-6, 6-2, 6-4    | Parcours |
| 5  | 29-04-2013 | Portugal Open, Oeiras                              | Intern'l  | 235 000 $ | Terre (ext.) | Carla Suárez Navarro | 7-5, 6-2         | Parcours |
| 6  | 27-01-2014 | Open GDF Suez, Paris                               | Premier   | 710 000 $ | Dur (int.)   | Sara Errani          | 3-6, 6-2, 6-3    | Parcours |
| 7  | 13-10-2014 | Kremlin Cup by Bank of Moscow, Moscou              | Premier   | 710 000 $ | Dur (int.)   | Irina-Camelia Begu   | 6-4, 5-7, 6-1    | Parcours |
| 8  | 12-10-2015 | Generali Ladies, Linz                              | Intern'l  | 250 000 $ | Dur (int.)   | Anna-Lena Friedsam   | 6-4, 6-3         | Parcours |
| 9  | 03-04-2017 | Abierto GNP Seguros, Monterrey                     | Intern'l  | 250 000 $ | Dur (ext.)   | Angelique Kerber     | 6-4, 2-6, 6-1    | Parcours |
| 10 | 01-05-2017 | Grand Prix De SAR La Princesse Lalla Meryem, Rabat | Intern'l  | 250 000 $ | Terre (ext.) | Francesca Schiavone  | 7-5, 7-5         | Parcours |
| 11 | 09-10-2017 | Hong Kong Open, Hong Kong                          | Intern'l  | 500 000 $ | Dur (ext.)   | Daria Gavrilova      | 5-7, 6-3, 7-63   | Parcours |
| 12 | 20-05-2018 | Internationaux de Strasbourg, Strasbourg           | Intern'l  | 250 000 $ | Terre (ext.) | Dominika Cibulková   | 6-75, 7-63, 7-66 | Parcours |

### Finales en simple dames
| No | Date       | Nom et lieu du tournoi           | Catégorie | Dotation     | Surface      | Vainqueure           | Score          |          |
| -- | ---------- | -------------------------------- | --------- | ------------ | ------------ | -------------------- | -------------- | -------- |
| 1  | 30-07-2012 | Citi Open, Washington            | Intern'l  | 220 000 $    | Dur (ext.)   | Magdaléna Rybáriková | 6-1, 6-1       | Parcours |
| 2  | 31-12-2012 | Brisbane International, Brisbane | Premier   | 1 000 000 $  | Dur (ext.)   | Serena Williams      | 6-2, 6-1       | Parcours |
| 3  | 16-09-2013 | KDB Korea Open, Séoul            | Intern'l  | 500 000 $    | Dur (ext.)   | Agnieszka Radwańska  | 6-76, 6-3, 6-4 | Parcours |
| 4  | 03-08-2015 | Citi Open, Washington            | Intern'l  | 250 000 $    | Dur (ext.)   | Sloane Stephens      | 6-1, 6-2       | Parcours |
| 5  | 19-10-2015 | Kremlin Cup, Moscou              | Premier   | 768 000 $    | Dur (int.)   | Svetlana Kuznetsova  | 6-2, 6-1       | Parcours |
| 6  | 18-09-2017 | Pan Pacific Open, Tokyo          | Premier   | 1 000 000 $  | Dur (ext.)   | Caroline Wozniacki   | 6-0, 7-5       | Parcours |
| 7  | 16-09-2019 | Pan Pacific Open, Osaka          | Premier   | 757 900 $    | Dur (ext.)   | Naomi Osaka          | 6-2, 6-3       | Parcours |
| 8  | 14-10-2019 | Kremlin Cup, Moscou              | Premier   | 1 032 000 $  | Dur (int.)   | Belinda Bencic       | 3-6, 6-1, 6-1  | Parcours |
| 9  | 12-06-2021 | Roland-Garros, Paris             | G. Chelem | 38 409 679 $ | Terre (ext.) | Barbora Krejčíková   | 6-1, 2-6, 6-4  | Parcours |

### Titres en double dames
| No | Date       | Nom et lieu du tournoi           | Catégorie | Dotation    | Surface      | Partenaire           | Finalistes                          | Score            |          |
| -- | ---------- | -------------------------------- | --------- | ----------- | ------------ | -------------------- | ----------------------------------- | ---------------- | -------- |
| 1  | 28-04-2008 | GP Princesse Lalla Meryem Fès    | Tier IV   | 145 000 $   | Terre (ext.) | Sorana Cîrstea       | Alisa Kleybanova Ekaterina Makarova | 6-2, 6-2         | Parcours |
| 2  | 02-01-2011 | Brisbane International Brisbane  | Intern'l  | 220 000 $   | Dur (ext.)   | Alisa Kleybanova     | Klaudia Jans Alicja Rosolska        | 6-3, 7-5         | Parcours |
| 3  | 02-04-2012 | Family Circle Cup Charleston     | Premier   | 740 000 $   | Terre (ext.) | Lucie Šafářová       | Anabel Medina Yaroslava Shvedova    | 5-7, 6-4, [10-6] | Parcours |
| 4  | 06-05-2013 | Mutua Madrid Open Madrid         | PREMIER*  | 5 137 962 $ | Terre (ext.) | Lucie Šafářová       | Cara Black Marina Erakovic          | 6-2, 6-4         | Parcours |
| 5  | 08-01-2017 | Apia International Sydney Sydney | Premier   | 776 000 $   | Dur (ext.)   | Tímea Babos          | Sania Mirza Barbora Strýcová        | 6-4, 6-4         | Parcours |
| 6  | 09-05-2022 | Internazionali BNL d'Italia Rome | WTA 1000  | 2 527 250 $ | Terre (ext.) | Veronika Kudermetova | Gabriela Dabrowski Giuliana Olmos   | 1-6, 6-4, [10-7] | Parcours |

### Finales en double dames
| No | Date       | Nom et lieu du tournoi              | Catégorie | Dotation  | Surface      | Vainqueures                        | Partenaire        | Score             |          |
| -- | ---------- | ----------------------------------- | --------- | --------- | ------------ | ---------------------------------- | ----------------- | ----------------- | -------- |
| 1  | 07-07-2008 | Internazionali Femminili Palerme    | Tier IV   | 145 000 $ | Terre (ext.) | Sara Errani Nuria Llagostera Vives | Alla Kudryavtseva | 2-6, 7-61, [10-4] | Parcours |
| 2  | 08-06-2015 | Topshelf Open Bois-le-Duc           | Intern'l  | 250 000 $ | Gazon (ext.) | Asia Muhammad Laura Siegemund      | Jelena Janković   | 6-3, 7-5          | Parcours |
| 3  | 22-04-2019 | Porsche Tennis Grand Prix Stuttgart | Premier   | 820 977 $ | Terre (int.) | Mona Barthel Anna-Lena Friedsam    | Lucie Šafářová    | 2-6, 6-3, [10-6]  | Parcours |
| 4  | 09-01-2023 | Adélaïde International 2 Adélaïde   | WTA 500   | 780 637 $ | Dur (ext.)   | Luisa Stefani Taylor Townsend      | Elena Rybakina    | 7-5, 7-63         | Parcours |

### Titre en double mixte
| No | Date       | Nom et lieu du tournoi     | Catégorie     | Dotation | Surface    | Partenaire    | Finalistes                     | Score              |          |
| -- | ---------- | -------------------------- | ------------- | -------- | ---------- | ------------- | ------------------------------ | ------------------ | -------- |
| 1  | 28-07-2021 | Olympic Tennis Event Tokyo | J. olympiques | NC       | Dur (ext.) | Andrey Rublev | Elena Vesnina · Aslan Karatsev | 6-3, 6-75, [13-11] | Parcours |

### Finale en simple en WTA 125
| No | Date       | Nom et lieu du tournoi           | Catégorie | Dotation  | Surface      | Vainqueure  | Score    |          |
| -- | ---------- | -------------------------------- | --------- | --------- | ------------ | ----------- | -------- | -------- |
| 1  | 10-07-2023 | Grand Est Open 88, Contrexéville | WTA 125   | 115 000 $ | Terre (ext.) | Arantxa Rus | 6-3, 6-3 | Parcours |

## Parcours en Grand Chelem

### Finale (1)
| Année | Tournoi       | Adversaire en finale | Score         |
| 2021  | Roland-Garros | Barbora Krejčíková   | 1-6, 6-2, 4-6 |

### En simple dames
| Année | Open d'Australie | Open d'Australie    | Internationaux de France | Internationaux de France | Wimbledon       | Wimbledon           | US Open         | US Open             |
| ----- | ---------------- | ------------------- | ------------------------ | ------------------------ | --------------- | ------------------- | --------------- | ------------------- |
| 2007  | Q3               | Julia Vakulenko     | —                        | —                        | 1er tour (1/64) | Daniela Hantuchová  | Q2              | Kira Nagy           |
| 2008  | Q2               | Timea Bacsinszky    | 2e tour (1/32)           | Flavia Pennetta          | 3e tour (1/16)  | Agnieszka Radwańska | 2e tour (1/32)  | Patty Schnyder      |
| 2009  | 1er tour (1/64)  | Tathiana Garbin     | 3e tour (1/16)           | Dinara Safina            | 2e tour (1/32)  | Roberta Vinci       | 1er tour (1/64) | Melanie Oudin       |
| 2010  | 2e tour (1/32)   | Svetlana Kuznetsova | 3e tour (1/16)           | Serena Williams          | 3e tour (1/16)  | Caroline Wozniacki  | 1/8 de finale   | Francesca Schiavone |
| 2011  | 3e tour (1/16)   | Iveta Benešová      | 1/4 de finale            | Francesca Schiavone      | 2e tour (1/32)  | Nadia Petrova       | 1/4 de finale   | Serena Williams     |
| 2012  | 2e tour (1/32)   | Vania King          | 3e tour (1/16)           | Klára Zakopalová         | 2e tour (1/32)  | Varvara Lepchenko   | 2e tour (1/32)  | Kristina Mladenovic |
| 2013  | 1er tour (1/64)  | Lesia Tsurenko      | 2e tour (1/32)           | Petra Cetkovská          | 1er tour (1/64) | Tsvetana Pironkova  | 3e tour (1/16)  | Agnieszka Radwańska |
| 2014  | 3e tour (1/16)   | Agnieszka Radwańska | 2e tour (1/32)           | Kiki Bertens             | 1er tour (1/64) | Alison Riske        | 2e tour (1/32)  | Nicole Gibbs        |
| 2015  | 1er tour (1/64)  | Yanina Wickmayer    | 1er tour (1/64)          | Lucie Šafářová           | 2e tour (1/32)  | Angelique Kerber    | 2e tour (1/32)  | Anett Kontaveit     |
| 2016  | 1er tour (1/64)  | Lauren Davis        | 3e tour (1/16)           | Svetlana Kuznetsova      | 1/4 de finale   | Serena Williams     | 3e tour (1/16)  | Karolína Plíšková   |
| 2017  | 1/4 de finale    | Venus Williams      | 2e tour (1/32)           | V. Cepede Royg           | 1er tour (1/64) | Arina Rodionova     | 1er tour (1/64) | Christina McHale    |
| 2018  | 2e tour (1/32)   | Kateryna Bondarenko | 2e tour (1/32)           | Samantha Stosur          | 1er tour (1/64) | Hsieh Su-wei        | 1er tour (1/64) | Rebecca Peterson    |
| 2019  | 1/4 de finale    | Danielle Collins    | 1er tour (1/64)          | Mandy Minella            | 1er tour (1/64) | Belinda Bencic      | 2e tour (1/32)  | Kiki Bertens        |
| 2020  | 1/4 de finale    | Garbiñe Muguruza    | 2e tour (1/32)           | Kateřina Siniaková       | Annulé          | Annulé              | —               | —                   |
| 2021  | 1er tour (1/64)  | Naomi Osaka         | Finale                   | Barbora Krejčíková       | 3e tour (1/16)  | Karolína Muchová    | 1/8 de finale   | Karolína Plíšková   |
| 2022  | 3e tour (1/16)   | Sorana Cîrstea      | —                        | —                        | —               | —                   | —               | —                   |
| 2023  | 1er tour (1/64)  | Camila Giorgi       | 1/4 de finale            | Karolína Muchová         | —               | —                   | 2e tour (1/32)  | Elina Svitolina     |
| 2024  | 2e tour (1/32)   | Paula Badosa        | 2e tour (1/32)           | Ana Bogdan               | 2e tour (1/32)  | Zhu Lin             | 3e tour (1/16)  | Iga Świątek         |
| 2025  | 1/4 de finale    | Aryna Sabalenka     | 1er tour (1/64)          | Zheng Qinwen             | 1/4 de finale   | Amanda Anisimova    |                 |                     |

N.B. : à droite du résultat se trouve le nom de l'ultime adversaire.

### En double dames
| Année | Open d'Australie                                                                       | Open d'Australie                                                                           | Internationaux de France                                                               | Internationaux de France                                                                 | Wimbledon                                                                         | Wimbledon                                                                          | US Open                                                                         | US Open |
| ----- | -------------------------------------------------------------------------------------- | ------------------------------------------------------------------------------------------ | -------------------------------------------------------------------------------------- | ---------------------------------------------------------------------------------------- | --------------------------------------------------------------------------------- | ---------------------------------------------------------------------------------- | ------------------------------------------------------------------------------- | ------- |
| 2008  | —                                                                                      | —                                                                                          | —                                                                                      | —                                                                                        | —                                                                                 | —                                                                                  | 1er tour (1/32) Keothavong \|\| style="text-align:left;" \| Šafářová Santangelo |         |
| 2009  | 1er tour (1/32) Chan Yung-jan \|\| style="text-align:left;" \| Benešová Strýcová       | 1/8 de finale Schiavone \|\| style="text-align:left;" \| Azarenka Vesnina                  | 2e tour (1/16) Schiavone \|\| style="text-align:left;" \| Llagostera Martínez          | 1er tour (1/32) Wickmayer \|\| style="text-align:left;" \| Llagostera Martínez           |                                                                                   |                                                                                    |                                                                                 |         |
| 2010  | 1er tour (1/32) Cîrstea \|\| style="text-align:left;" \| Kirilenko Radwańska           | 1er tour (1/32) Craybas \|\| style="text-align:left;" \| Brianti Dulgheru                  | 1/8 de finale Cibulková \|\| style="text-align:left;" \| Williams                      | 2e tour (1/16) Cibulková \|\| style="text-align:left;" \| Chan Y-j. Zheng Jie            |                                                                                   |                                                                                    |                                                                                 |         |
| 2011  | 1er tour (1/32) Cibulková \|\| style="text-align:left;" \| Chan Y-j. Radwańska         | 2e tour (1/16) Janković \|\| style="text-align:left;" \| Grandin Uhlířová                  | 1er tour (1/32) Janković \|\| style="text-align:left;" \| Lisicki Stosur               | 2e tour (1/16) Zvonareva \|\| style="text-align:left;" \| Kirilenko Petrova              |                                                                                   |                                                                                    |                                                                                 |         |
| 2012  | 1er tour (1/32) A. Medina \|\| style="text-align:left;" \| L. Huber L. Raymond         | 1er tour (1/32) L. Šafářová \|\| style="text-align:left;" \| J. Husárová C. McHale         | 1er tour (1/32) L. Šafářová \|\| style="text-align:left;" \| F. Pennetta F. Schiavone  | 1er tour (1/32) L. Šafářová \|\| style="text-align:left;" \| N. Llagostera M.J. Martínez |                                                                                   |                                                                                    |                                                                                 |         |
| 2013  | 1/4 de finale L. Šafářová \|\| style="text-align:left;" \| A. Barty C. Dellacqua       | 1/4 de finale L. Šafářová \|\| style="text-align:left;" \| N. Petrova K. Srebotnik         | 1er tour (1/32) L. Šafářová \|\| style="text-align:left;" \| S. Aoyama C. Scheepers    | 1/8 de finale L. Šafářová \|\| style="text-align:left;" \| S. Williams V. Williams       |                                                                                   |                                                                                    |                                                                                 |         |
| 2014  | 1er tour (1/32) V. Zvonareva \|\| style="text-align:left;" \| J. Janković K. Knapp     | 2e tour (1/16) S. Fichman \|\| style="text-align:left;" \| J. Janković A. Kleybanova       | 1/4 de finale L. Šafářová \|\| style="text-align:left;" \| A. Hlaváčková Zheng J.      | 2e tour (1/16) L. Šafářová \|\| style="text-align:left;" \| M. Hingis F. Pennetta        |                                                                                   |                                                                                    |                                                                                 |         |
| 2015  | 1/8 de finale A. Kudryavtseva \|\| style="text-align:left;" \| R. Kops-Jones A. Spears | 2e tour (1/16) A. Kudryavtseva \|\| style="text-align:left;" \| B. Bencic K. Siniaková     | 1/8 de finale A. Kudryavtseva \|\| style="text-align:left;" \| C. Black L. Raymond     | 1/4 de finale A. Kudryavtseva \|\| style="text-align:left;" \| C. Dellacqua Y. Shvedova  |                                                                                   |                                                                                    |                                                                                 |         |
| 2016  | 1/8 de finale E. Vesnina \|\| style="text-align:left;" \| V. King A. Kudryavtseva      | —                                                                                          | —                                                                                      | —                                                                                        | —                                                                                 | —                                                                                  | —                                                                               |         |
| 2017  | 1/8 de finale T. Babos \|\| style="text-align:left;" \| B. Mattek-Sands L. Šafářová    | 1/8 de finale D. Gavrilova \|\| style="text-align:left;" \| A. Barty C. Dellacqua          | —                                                                                      | —                                                                                        | 1/8 de finale K. Mladenovic \|\| style="text-align:left;" \| Chan Y.-j. M. Hingis |                                                                                    |                                                                                 |         |
| 2018  | 1er tour (1/32) J. Ostapenko \|\| style="text-align:left;" \| L. Arruabarrena A. Parra | 2e tour (1/16) S. Stosur \|\| style="text-align:left;" \| A. Hlaváčková B. Strýcová        | 1er tour (1/32) S. Stosur \|\| style="text-align:left;" \| N. Kichenok An. Rodionova   | 1/4 de finale A. Sevastova \|\| style="text-align:left;" \| S. Stosur Zhang S.           |                                                                                   |                                                                                    |                                                                                 |         |
| 2019  | 1er tour (1/32) A. Sevastova \|\| style="text-align:left;" \| Han X. D. Jurak          | 1er tour (1/32) A. Sevastova \|\| style="text-align:left;" \| E. Alexandrova V. Zvonareva  | —                                                                                      | —                                                                                        | 1/8 de finale A. Sevastova \|\| style="text-align:left;" \| Duan Y.-Y. Zheng S.   |                                                                                    |                                                                                 |         |
| 2020  | —                                                                                      | —                                                                                          | 2e tour (1/16) K. Flipkens \|\| style="text-align:left;" \| M. Kostyuk A. Sasnovich    | Annulé                                                                                   | Annulé                                                                            | —                                                                                  | —                                                                               |         |
| 2021  | 1er tour (1/32) A. Sevastova \|\| style="text-align:left;" \| Xu Y. Yang Z.            | 1/4 de finale E. Rybakina \|\| style="text-align:left;" \| M. Linette B. Pera              | 1er tour (1/32) E. Rybakina \|\| style="text-align:left;" \| V. Kudermetova E. Vesnina | —                                                                                        | —                                                                                 |                                                                                    |                                                                                 |         |
|       |                                                                                        |                                                                                            |                                                                                        |                                                                                          |                                                                                   |                                                                                    |                                                                                 |         |
| 2023  | 1/8 de finale E. Rybakina \|\| style="text-align:left;" \| S. Aoyama E. Shibahara      | —                                                                                          | —                                                                                      | —                                                                                        | —                                                                                 | 1er tour (1/32) A. Kalinskaya \|\| style="text-align:left;" \| J. Brady L. Stefani |                                                                                 |         |
| 2024  | 2e tour (1/16) V. Kudermetova \|\| Forfait                                             | 1er tour (1/32) E. Alexandrova \|\| style="text-align:left;" \| M. Kolodziejová A. Sisková | —                                                                                      | —                                                                                        | 1/8 de finale M. Andreeva \|\| style="text-align:left;" \| K. Mladenovic Zhang S. |                                                                                    |                                                                                 |         |
| 2025  | —                                                                                      | —                                                                                          | 2e tour (1/16) E. Pridankina \|\| style="text-align:left;" \| A. Muhammad D. Schuurs   |                                                                                          |                                                                                   |                                                                                    |                                                                                 |         |

N.B. : le nom du ou de la partenaire se trouve sous le résultat ; les noms des ultimes adversaires se trouvent à droite.

### En double mixte
| Année | Open d'Australie                                                              | Open d'Australie | Internationaux de France                                                             | Internationaux de France                                                               | Wimbledon                                                                             | Wimbledon | US Open | US Open |
| ----- | ----------------------------------------------------------------------------- | ---------------- | ------------------------------------------------------------------------------------ | -------------------------------------------------------------------------------------- | ------------------------------------------------------------------------------------- | --------- | ------- | ------- |
| 2010  | —                                                                             | —                | 1er tour (1/16) R. Hutchins \|\| style="text-align:left;" \| A. Kleybanova M. Mirnyi | 1er tour (1/32) J.J. Rojer \|\| style="text-align:left;" \| V. Dushevina D. Toursounov | —                                                                                     | —         |         |         |
|       |                                                                               |                  |                                                                                      |                                                                                        |                                                                                       |           |         |         |
| 2012  | 1er tour (1/16) M. Mirnyi \|\| style="text-align:left;" \| E. Vesnina L. Paes | —                | —                                                                                    | —                                                                                      | —                                                                                     | —         | —       |         |
|       |                                                                               |                  |                                                                                      |                                                                                        |                                                                                       |           |         |         |
| 2015  | —                                                                             | —                | 1er tour (1/16) I. Karlović \|\| style="text-align:left;" \| R. Kops-Jones R. Farah  | —                                                                                      | —                                                                                     | —         | —       |         |
| 2016  | 1er tour (1/16) D. Inglot \|\| style="text-align:left;" \| M. Hingis L. Paes  | —                | —                                                                                    | —                                                                                      | —                                                                                     | —         | —       |         |
|       |                                                                               |                  |                                                                                      |                                                                                        |                                                                                       |           |         |         |
| 2019  | —                                                                             | —                | —                                                                                    | —                                                                                      | 1er tour (1/32) J. Melzer \|\| style="text-align:left;" \| G. Voskoboeva D. Molchanov | —         | —       |         |

N.B. : le nom du ou de la partenaire se trouve sous le résultat ; les noms des ultimes adversaires se trouvent à droite.

## Parcours en «Premier» et WTA 1000
Les tournois WTA « Premier Mandatory » et « Premier 5 » (entre 2009 et 2020) et WTA 1000 (à partir de 2021) constituent les catégories d'épreuves les plus prestigieuses, après les quatre levées du Grand Chelem. 

De 2009 à 2023, les tournois Premier Mandatory (dits tournois WTA 1000 obligatoires entre 2021 et 2023) regroupent Indian Wells, Miami, Madrid et Pékin, les autres constituant les tournois Premier 5 (tournois WTA 1000 non-obligatoires). À partir de 2024, le nombre de tournois WTA 1000 passe à 10 par saison (fin de l’alternance Doha / Dubaï), ces derniers devenant tous obligatoires et offrant tous 1000 points à la vainqueure (contre 900 points précédemment pour les tournois Premier 5).

### En simple dames
| Année |       |                              |                                |                              |                                |                                   |                                  |                               |                             |                             |  |                             |
| Doha  | Dubaï | Indian Wells                 | Miami                          | Madrid                       | Rome                           | Canada                            | Cincinnati                       | Pékin                         |                             | Tokyo                       |  |                             |
| Doha  | Dubaï | Indian Wells                 | Miami                          | Madrid                       | Rome                           | Canada                            | Cincinnati                       | Pékin                         | Wuhan                       |                             |  |                             |
| Doha  | Dubaï | Indian Wells                 | Miami                          | Madrid                       | Rome                           | Canada                            | Cincinnati                       | Pékin                         | Guadalajara                 |                             |  |                             |
| 2009  |       | Hors calendrier              | 2e tour (1/16) S. Williams     | 1/2 finale A. Ivanović       | 2e tour (1/32) V. Azarenka     | 1er tour (1/32) Peng S.           |                                  |                               |                             | 1/4 de finale S. Kuznetsova |  | 3e tour (1/8) M. Bartoli    |
| 2010  |       | Hors calendrier              | 1/4 de finale V. Williams      | 3e tour (1/16) S. Stosur     | 4e tour (1/8) C. Wozniacki     | 2e tour (1/16) N. Petrova         | 1er tour (1/32) A. Brianti       | 1er tour (1/32) S. Kuznetsova | 1/2 finale M. Sharapova     | 1er tour (1/32) K. Kanepi   |  | 3e tour (1/8) C. Wozniacki  |
| 2011  |       | WTA 500                      | 1er tour (1/32) A. Kleybanova  | 3e tour (1/16) S. Peer       | 4e tour (1/8) V. Azarenka      | 1/4 de finale J. Görges           | 3e tour (1/8) V. Azarenka        | 1er tour (1/32) M.J. Martínez | 1er tour (1/32) F. Pennetta | 1/4 de finale A. Petkovic   |  | 2e tour (1/16) V. King      |
| 2012  |       | 1er tour (1/32) K. Pervak    | WTA 500                        | 2e tour (1/32) V. King       | 2e tour (1/32) E. Makarova     | 2e tour (1/16) S. Williams        | 2e tour (1/16) P. Kvitová        | 1er tour (1/32) V. Lepchenko  | 1/4 de finale P. Kvitová    | 1er tour (1/32) P. Hercog   |  | 2e tour (1/16) Li N.        |
| 2013  |       |                              | WTA 500                        | 2e tour (1/32) J. Larsson    | 2e tour (1/32) G. Muguruza     | 1er tour (1/32) V. Azarenka       | 1er tour (1/32) R. Oprandi       | 2e tour (1/16) Li N.          | 1er tour (1/32) J. Hampton  | 1er tour (1/32) J. Janković |  | 1er tour (1/32) S. Halep    |
| 2014  |       | 2e tour (1/16) M. Lučić      | WTA 500                        | 3e tour (1/16) A. Wozniak    | 2e tour (1/32) C. Vandeweghe   | 3e tour (1/8) A. Ivanović         | 1er tour (1/32) B. Bencic        | 1er tour (1/32) V. Williams   | 3e tour (1/8) M. Sharapova  | 1er tour (1/32) Zhu L.      |  | 2e tour (1/16) C. Dellacqua |
| 2015  |       | WTA 500                      | 1er tour (1/32) Ka. Plíšková   | 3e tour (1/16) C. Suárez     | 2e tour (1/32) S. Errani       | 3e tour (1/8) P. Kvitová          | 2e tour (1/16) S. Williams       |                               | 1/4 de finale S. Halep      | 1/4 de finale A. Ivanović   |  | 2e tour (1/16) S. Halep     |
| 2016  |       |                              | WTA 500                        | 2e tour (1/32) K. Bondarenko | 2e tour (1/32) K. Bertens      | 3e tour (1/8) D. Cibulková        | 1er tour (1/32) A. Ivanović      | 1/4 de finale M. Keys         | 3e tour (1/8) G. Muguruza   | 1er tour (1/32) A. Riske    |  | 1er tour (1/32) M. Doi      |
| 2017  |       | WTA 500                      | 1er tour (1/32) O. Jabeur      | 1/4 de finale S. Kuznetsova  | 3e tour (1/16) B. Mattek-Sands | 1er tour (1/32) S. Cîrstea        | 3e tour (1/8) S. Halep           | 2e tour (1/16) Ka. Plíšková   | 1er tour (1/32) L. Tsurenko | 2e tour (1/16) C. Wozniacki |  | 1er tour (1/32) A. Cornet   |
| 2018  |       | 1er tour (1/32) D. Cibulková | WTA 500                        | 2e tour (1/32) A. Anisimova  | 3e tour (1/16) A. Kerber       | 1er tour (1/32) S. Stosur         | 1er tour (1/32) M. Keys          | 2e tour (1/16) S. Halep       | 2e tour (1/16) A. Kerber    | 1er tour (1/32) S. Stephens |  | 1/4 de finale A. Barty      |
| 2019  |       | WTA 500                      | 1er tour (1/32) C. Garcia      | 2e tour (1/32) C. McHale     | 2e tour (1/32) V. Kužmová      | 1er tour (1/32) J. Ostapenko      | 1er tour (1/32) M. Sákkari       | 2e tour (1/16) J. Ostapenko   |                             | 2e tour (1/16) S. Kenin     |  | 1er tour (1/32) S. Kenin    |
| 2020  |       |                              | WTA 500                        | Annulé                       | Annulé                         | Annulé                            | 2e tour (1/16) E. Svitolina      | Annulé                        |                             | Annulé                      |  | Annulé                      |
| 2021  |       | WTA 500                      | 1er tour (1/32) V. Kudermetova | 3e tour (1/16) L. Fernandez  |                                | 1/2 finale A. Sabalenka           |                                  | 2e tour (1/16) J. Pegula      |                             | Annulé                      |  | Annulé                      |
| 2022  |       |                              | WTA 500                        |                              |                                | 1er tour (1/32) S. Sorribes Tormo | 1er tour (1/32) L. Fernandez     |                               |                             | Hors calendrier             |  |                             |
| 2023  |       | WTA 500                      | 1er tour (1/32) V. Azarenka    |                              |                                | 2e tour (1/32) D. Kasatkina       | 2e tour (1/32) I. Świątek        |                               | 1er tour (1/32) D. Collins  | 2e tour (1/16) M. Andreeva  |  |                             |
| 2024  |       | 1/2 finale E. Rybakina       | 2e tour (1/16) Forfait         | 4e tour (1/8) M. Kostyuk     | 3e tour (1/16) E. Alexandrova  | 3e tour (1/16) D. Kasatkina       | 2e tour (1/32) S. Sorribes Tormo | 1er tour (1/32) V. Azarenka   | 1/4 de finale P. Badosa     |                             |  |                             |
| 2025  |       |                              | 1er tour (1/32) L. Samsonova   |                              | 1er tour (1/64) M. Linette     | 1er tour (1/64) A. Sevastova      | 2e tour (1/32) S. Kenin          | 2e tour (1/32) E. Lys         | 2e tour (1/32) A. Itō       |                             |  |                             |

Sous le résultat, l’ultime adversaire.
1. 1 2   Les tournois de Doha et Dubaï alternent le statut de tournoi WTA 1000 (ex Premier 5) entre 2009 et 2023 : les trois premières éditions ont lieu à Dubaï, les trois suivantes à Doha, puis Dubaï accueille le tournoi de cette catégorie les années impaires et Dubaï les années paires. De 2011 à 2023, la ville qui n’accueille pas de WTA 1000 organise à la place un tournoi WTA 500 (ex Premier).
2. 1 2 3 4 5 6 7 8   L’ordre de déroulement des tournois a évolué depuis 2009 : Rome se dispute avant Madrid et Cincinnati avant Montréal/Toronto jusqu’en 2010, tandis que Tokyo (2009-2013)-Wuhan (2014-2019, 2024-)-Guadalajara (2022-2023) ont lieu avant Pékin jusqu’en 2023.
3. 1 2 3 4 5 6 7 8  Du fait de la pandémie de Covid-19, les tournois d’Indian Wells, de Miami, de Madrid, du Canada, de Wuhan et de Pékin sont annulés en 2020. Ces deux derniers le sont également en 2021. Pour des raisons d’organisation, le tournoi de Cincinnati 2020 a exceptionnellement lieu à Flushing Meadows à New York.
4. ↑  Le 1er décembre 2021, le président de la WTA, Steve Simon, annonce que tous les tournois prévus en Chine et à Hong Kong sont suspendus à partir de 2022, en raison de préoccupations concernant la sécurité et le bien-être de la joueuse de tennis chinoise Peng Shuai après ses allégations de relations sexuelles non-consenties avec Zhang Gaoli, membre de haut rang du Parti communiste chinois. Le tournoi de Pékin revient en 2023. Le tournoi de Guadalajara remplace celui de Wuhan pendant deux ans, ce dernier réapparaissant en 2024.

## Parcours aux Jeux olympiques

### En simple dames
| # | Date       | Nom de l'olympiade                  | Surface    | Résultat       | Ultime adversaire | Score         |          |
| - | ---------- | ----------------------------------- | ---------- | -------------- | ----------------- | ------------- | -------- |
| 1 | 06/08/2016 | Olympic Tennis Event Rio de Janeiro | Dur (ext.) | 2e tour (1/16) | Mónica Puig       | 6-3, 6-2      | Parcours |
| 2 | 31/07/2021 | Olympic Tennis Event Tokyo          | Dur (ext.) | 1/4 de finale  | Belinda Bencic    | 6-0, 3-6, 6-3 | Parcours |

### En double mixte
| # | Date       | Nom de l'olympiade         | Surface    | Résultat | Partenaire    | Ultimes adversaires            | Score              |          |
| - | ---------- | -------------------------- | ---------- | -------- | ------------- | ------------------------------ | ------------------ | -------- |
| 1 | 31/07/2021 | Olympic Tennis Event Tokyo | Dur (ext.) | Or       | Andrey Rublev | Elena Vesnina · Aslan Karatsev | 6-3, 6-75, [13-11] | Parcours |

## Parcours en Fed Cup
| #                                                                    | Date       | Lieu                | Surface      | Gagnante(s)                           | Perdante(s)                          | Score          |          |
| -------------------------------------------------------------------- | ---------- | ------------------- | ------------ | ------------------------------------- | ------------------------------------ | -------------- | -------- |
|                                                                      |            |                     |              |                                       |                                      |                |          |
| 2009 - 1/2 finale (groupe mondial) - Italie - Russie - 4 : 1         |            |                     |              |                                       |                                      |                |          |
| 1                                                                    | 25/04/2009 | Castellaneta Marina | Terre (ext.) | Francesca Schiavone                   | A. Pavlyuchenkova                    | 7-67, 4-6, 6-2 | Parcours |
| 1                                                                    | 25/04/2009 | Castellaneta Marina | Terre (ext.) | Sara Errani Roberta Vinci             | A. Pavlyuchenkova Nadia Petrova      | 1-6, 6-3, 6-4  | Parcours |
|                                                                      |            |                     |              |                                       |                                      |                |          |
| 2011 - 1/4 de finale (groupe mondial) - Russie - France - 3 : 2      |            |                     |              |                                       |                                      |                |          |
| 2                                                                    | 05/02/2011 | Moscou              | Dur (int.)   | A. Pavlyuchenkova                     | Alizé Cornet                         | 3-6, 6-3, 6-2  | Parcours |
| 2                                                                    | 05/02/2011 | Moscou              | Dur (int.)   | Svetlana Kuznetsova A. Pavlyuchenkova | Julie Coin Alizé Cornet              | 7-64, 6-0      | Parcours |
|                                                                      |            |                     |              |                                       |                                      |                |          |
| 2011 - 1/2 finale (groupe mondial) - Russie - Italie - 5 : 0         |            |                     |              |                                       |                                      |                |          |
| 3                                                                    | 16/04/2011 | Moscou              | Dur (int.)   | A. Pavlyuchenkova                     | Sara Errani                          | 7-65, 7-64     | Parcours |
| 3                                                                    | 16/04/2011 | Moscou              | Dur (int.)   | A. Pavlyuchenkova Ekaterina Makarova  | Alberta Brianti Maria Elena Camerin  | 7-63, 6-1      | Parcours |
|                                                                      |            |                     |              |                                       |                                      |                |          |
| 2011 - Finale (groupe mondial) - Russie - République tchèque - 2 : 3 |            |                     |              |                                       |                                      |                |          |
| 4                                                                    | 05/11/2011 | Moscou              | Dur (int.)   | A. Pavlyuchenkova                     | Lucie Šafářová                       | 6-2, 6-4       | Parcours |
|                                                                      |            |                     |              |                                       |                                      |                |          |
| 2012 - 1/2 finale (groupe mondial) - Russie - Serbie - 2 : 3         |            |                     |              |                                       |                                      |                |          |
| 5                                                                    | 21/04/2012 | Moscou              | Terre (int.) | Jelena Janković                       | A. Pavlyuchenkova                    | 6-4, 6-3       | Parcours |
| 5                                                                    | 21/04/2012 | Moscou              | Terre (int.) | Ana Ivanović                          | A. Pavlyuchenkova                    | 3-6, 6-0, 6-3  | Parcours |
| 5                                                                    | 21/04/2012 | Moscou              | Terre (int.) | A. Pavlyuchenkova Elena Vesnina       | Bojana Jovanovski Aleksandra Krunić  | 6-4, 6-0       | Parcours |
|                                                                      |            |                     |              |                                       |                                      |                |          |
| 2013 - 1/2 finale (groupe mondial) - Russie - Slovaquie - 3 : 2      |            |                     |              |                                       |                                      |                |          |
| 6                                                                    | 20/04/2013 | Moscou              | Terre (int.) | Dominika Cibulková                    | A. Pavlyuchenkova                    | 5-7, 6-1, 6-4  | Parcours |
|                                                                      |            |                     |              |                                       |                                      |                |          |
| 2015 - 1er tour (groupe mondial) - Pologne - Russie - 0 : 4          |            |                     |              |                                       |                                      |                |          |
| 7                                                                    | 07/02/2015 | Cracovie            | Dur (int.)   | Vitalia Diatchenko A. Pavlyuchenkova  | Klaudia Jans-Ignacik Alicja Rosolska | 6-4, 6-4       | Parcours |
|                                                                      |            |                     |              |                                       |                                      |                |          |
| 2015 - 1/2 finale (groupe mondial) - Russie - Allemagne - 3 : 2      |            |                     |              |                                       |                                      |                |          |
| 8                                                                    | 18/04/2015 | Sotchi              | Terre (int.) | A. Pavlyuchenkova                     | Sabine Lisicki                       | 4-6, 7-64, 6-3 | Parcours |
| 8                                                                    | 18/04/2015 | Sotchi              | Terre (int.) | Angelique Kerber                      | A. Pavlyuchenkova                    | 6-1, 6-0       | Parcours |
| 8                                                                    | 18/04/2015 | Sotchi              | Terre (int.) | A. Pavlyuchenkova Elena Vesnina       | Sabine Lisicki Andrea Petkovic       | 6-2, 6-3       | Parcours |
|                                                                      |            |                     |              |                                       |                                      |                |          |
| 2015 - Finale (groupe mondial) - République tchèque - Russie - 3 : 2 |            |                     |              |                                       |                                      |                |          |
| 9                                                                    | 14/11/2015 | Prague              | Dur (int.)   | Petra Kvitová                         | A. Pavlyuchenkova                    | 2-6, 6-1, 6-1  | Parcours |
| 9                                                                    | 14/11/2015 | Prague              | Dur (int.)   | Karolína Plíšková                     | A. Pavlyuchenkova                    | 6-3, 6-4       | Parcours |
| 9                                                                    | 14/11/2015 | Prague              | Dur (int.)   | Karolína Plíšková Barbora Z. Strýcová | A. Pavlyuchenkova Elena Vesnina      | 4-6, 6-3, 6-2  | Parcours |
|                                                                      |            |                     |              |                                       |                                      |                |          |
| 2017 - Barrage (groupe mondial I) - Russie - Belgique - 2 : 3        |            |                     |              |                                       |                                      |                |          |
| 10                                                                   | 22/04/2017 | Moscou              | Terre (int.) | Elise Mertens                         | A. Pavlyuchenkova                    | 6-4, 6-0       | Parcours |

## Records et statistiques

### Confrontations avec ses principales adversaires
Confrontations lors des différents tournois WTA avec ses principales adversaires (6 confrontations minimum et avoir été membre du top 10). Classement par pourcentage de victoires. Situation au 26 septembre 2018 :
Les joueuses retraitées sont en gris.
| Joueuse              | Meilleur classement | Confrontations | Victoires | Défaites | Pourcentage de victoires | Dernière confrontation                        |
| -------------------- | ------------------- | -------------- | --------- | -------- | ------------------------ | --------------------------------------------- |
| Simona Halep         | 1                   | 8              | 0         | 8        | 0                        | défaite (6-79, 6-4, 5-7) à Montréal 2018      |
| Serena Williams      | 1                   | 6              | 0         | 6        | 0                        | défaite (4-6, 4-6) à Wimbledon 2016           |
| Karolína Plíšková    | 1                   | 6              | 0         | 6        | 0                        | défaite (4-6, 6-2, 3-6) à Eastbourne 2018     |
| Ana Ivanović         | 1                   | 9              | 1         | 8        | 11,1                     | défaite (4-6, 4-6) à Rome 2016                |
| Caroline Wozniacki   | 1                   | 8              | 1         | 7        | 12,5                     | défaite (2-6, 2-6) à Pékin 2017               |
| Venus Williams       | 1                   | 6              | 2         | 4        | 33,3                     | défaite (4-6, 6-73) à l'Open d'Australie 2017 |
| Julia Görges         | 10                  | 6              | 2         | 4        | 33,3                     | défaite (1-6, 2-6) à Calvià 2017              |
| Svetlana Kuznetsova  | 2                   | 9              | 3         | 6        | 33,3                     | défaite (3-6, 2-6) à Indian Wells 2017        |
| Dominika Cibulková   | 4                   | 11             | 4         | 7        | 36,4                     | victoire (6-75, 7-63, 7-66) à Strasbourg 2018 |
| Petra Kvitová        | 2                   | 11             | 4         | 7        | 36,4                     | victoire (3-6, 6-3, 6-3) à Wuhan 2018         |
| Agnieszka Radwańska  | 2                   | 7              | 3         | 4        | 42,9                     | victoire (6-4, 6-77, 6-1) à Montréal 2016     |
| Samantha Stosur      | 4                   | 7              | 3         | 4        | 42,9                     | défaite (1-6, 7-62, 3-6) à Madrid 2018        |
| Angelique Kerber     | 1                   | 13             | 6         | 7        | 46,1                     | défaite (6-4, 5-7, 4-6) à Cincinnati 2018     |
| Ekaterina Makarova   | 8                   | 10             | 6         | 4        | 60                       | défaite (4-6, 4-6) à Saint-Pétersbourg 2018   |
| Francesca Schiavone  | 4                   | 8              | 5         | 3        | 62,5                     | victoire (7-5, 7-5) à Rabat 2017              |
| Sara Errani          | 5                   | 6              | 4         | 2        | 66,7                     | victoire (6-4, 6-0) à Rabat 2017              |
| Lucie Šafářová       | 5                   | 7              | 5         | 2        | 71,4                     | victoire (6-1, 6-77, 6-3) à Moscou 2015       |
| Jelena Janković      | 1                   | 8              | 6         | 2        | 75                       | victoire (6-1, 6-4) à Doha 2017               |
| Daniela Hantuchová   | 5                   | 7              | 6         | 1        | 85,7                     | victoire (6-0, 6-4) à Moscou 2013             |
| Carla Suárez Navarro | 6                   | 8              | 7         | 1        | 87,5                     | victoire (7-63, 6-0) à New Haven 2017         |

### Victoires sur le top 10
Toutes ses victoires sur des joueuses classées dans le top 10 de la WTA lors de la rencontre.
| Légende              |
| Grand Chelem         |
| Premier 5 / WTA 1000 |
| Premier / WTA 500    |
| Intern'l / WTA 250   |
| Fed Cup              |

| #  |       |  | Tournoi          | Année | Surface    |                     | Adversaire          | Rang   | Tour           | Score          | Tableau |
| -- | ----- |  | ---------------- | ----- | ---------- | ------------------- | ------------------- | ------ | -------------- | -------------- | ------- |
| 1  | no 42 |  | Indian Wells     | 2009  | Dur        |                     | Jelena Janković     | no 3   | 1/32           | 6-4, 6-4       | Tableau |
| 2  | no 42 |  | Indian Wells     | 2009  | Dur        | Agnieszka Radwańska | no 10               | 1/4    | 7-68, 6-4      |                | Tableau |
| 3  | no 40 |  | Tokyo            | 2009  | Dur        |                     | Venus Williams      | no 3   | 1/16           | 7-66, 7-5      | Tableau |
| 4  | no 39 |  | Pékin            | 2009  | Dur        |                     | Venus Williams      | no 3   | 1/16           | 3-6, 6-1, 6-4  | Tableau |
| 5  | no 24 |  | Cincinnati       | 2010  | Dur        |                     | Elena Dementieva    | no 6   | 1/16           | 6-1, 6-3       | Tableau |
| 6  | no 19 |  | Monterrey        | 2011  | Dur        |                     | Jelena Janković     | no 6   | Finale         | 2-6, 6-2, 6-3  | Tableau |
| 7  | no 21 |  | Madrid           | 2011  | Terre      |                     | Samantha Stosur     | no 8   | 1/8            | 7-64, 6-3      | Tableau |
| 8  | no 14 |  | Roland Garros    | 2011  | Terre      |                     | Vera Zvonareva      | no 3   | 1/8            | 7-64, 2-6, 6-2 | Tableau |
| 9  | no 18 |  | US Open          | 2011  | Dur        |                     | Francesca Schiavone | no 8   | 1/8            | 5-7, 6-3, 6-4  | Tableau |
| 10 | no 23 |  | Cincinnati       | 2012  | Dur        |                     | Caroline Wozniacki  | no 8   | 1/8            | 6-4, 6-4       | Tableau |
| 11 | no 36 |  | Brisbane         | 2013  | Dur        |                     | Petra Kvitová       | no 8   | 1/8            | 6-4, 7-5       | Tableau |
| 12 | no 36 |  | Brisbane         | 2013  | Dur        | Angelique Kerber    | no 5                | 1/4    | 7-63, 7-63     |                | Tableau |
| 13 | no 26 |  | Monterrey        | 2013  | Dur        |                     | Angelique Kerber    | no 6   | Finale         | 4-6, 6-2, 6-4  | Tableau |
| 14 | no 26 |  | Paris            | 2014  | Dur (int.) |                     | Angelique Kerber    | no 9   | 1/4            | 5-7, 6-3, 7-63 | Tableau |
| 15 | no 26 |  | Paris            | 2014  | Dur (int.) | Maria Sharapova     | no 5                | 1/2    | 4-6, 6-3, 6-4  |                | Tableau |
| 16 | no 26 |  | Paris            | 2014  | Dur (int.) | Sara Errani         | no 7                | Finale | 3-6, 6-2, 6-3  |                | Tableau |
| 17 | no 26 |  | Madrid           | 2014  | Terre      |                     | Jelena Janković     | no 7   | 1/16           | 6-2, 5-7, 7-63 | Tableau |
| 18 | no 26 |  | Eastbourne       | 2014  | Gazon      |                     | Agnieszka Radwańska | no 4   | 1/16           | 6-4, 3-6, 7-64 | Tableau |
| 19 | no 30 |  | Wuhan            | 2014  | Dur        |                     | Ana Ivanović        | no 10  | 1/32           | 7-5, 6-5 ab.   | Tableau |
| 20 | no 32 |  | Pékin            | 2015  | Dur        |                     | Flavia Pennetta     | no 7   | 1/8            | 3-6, 6-4, 6-3  | Tableau |
| 21 | no 31 |  | Moscou           | 2015  | Dur (int.) |                     | Lucie Šafářová      | no 9   | 1/8            | 6-1, 62-7, 6-3 | Tableau |
| 22 | no 19 |  | Montréal         | 2016  | Dur        |                     | Agnieszka Radwańska | no 4   | 1/8            | 6-4, 64-7, 6-1 | Tableau |
| 23 | no 27 |  | Sydney           | 2017  | Dur        |                     | Svetlana Kuznetsova | no 9   | 1/8            | 7-5, 6-3       | Tableau |
| 24 | no 27 |  | Open d'Australie | 2017  | Dur        |                     | Svetlana Kuznetsova | no 10  | 1/8            | 6-3, 6-3       | Tableau |
| 25 | no 21 |  | Indian Wells     | 2017  | Dur        |                     | Dominika Cibulková  | no 5   | 1/8            | 6-4, 3-6, 6-2  | Tableau |
| 26 | no 16 |  | Monterrey        | 2017  | Dur        |                     | Angelique Kerber    | no 1   | Finale         | 6-4, 2-6, 6-1  | Tableau |
| 27 | no 27 |  | Stuttgart        | 2018  | Terre      |                     | Garbiñe Muguruza    | no 3   | 1/8            | 7-5, ab.       | Tableau |
| 28 | no 39 |  | Wuhan            | 2018  | Dur        |                     | Petra Kvitová       | no 5   | 1/8            | 3-6, 6-3, 6-3  | Tableau |
| 29 | no 44 |  | Open d'Australie | 2019  | Dur        |                     | Kiki Bertens        | no 9   | 1/32           | 3-6, 6-3, 6-3  | Tableau |
| 30 | no 44 |  | Open d'Australie | 2019  | Dur        | Sloane Stephens     | no 5                | 1/8    | 63-7, 6-3, 6-3 |                | Tableau |
| 31 | no 44 |  | Toronto          | 2019  | Dur        |                     | Aryna Sabalenka     | no 9   | 1/32           | 3-6, 6-3, 7-5  | Tableau |
| 32 | no 41 |  | Osaka            | 2019  | Dur        |                     | Kiki Bertens        | no 8   | 1/8            | 6-1, 7-5       | Tableau |
| 33 | no 30 |  | Open d'Australie | 2020  | Dur        |                     | Karolína Plíšková   | no 2   | 1/16           | 7-64, 7-63     | Tableau |
| 34 | no 31 |  | Dubaï            | 2020  | Dur        |                     | Belinda Bencic      | no 4   | 1/16           | 1-6, 6-1, 6-1  | Tableau |
| 35 | no 41 |  | Madrid           | 2021  | Terre      |                     | Karolína Plíšková   | no 9   | 1/16           | 6-0, 7-5       | Tableau |
| 36 | no 32 |  | Roland Garros    | 2021  | Terre      |                     | Aryna Sabalenka     | no 4   | 1/16           | 6-4, 2-6, 6-0  | Tableau |
| 37 | no 32 |  | Doha             | 2024  | Dur        |                     | Markéta Vondroušová | no 8   | 1/8            | 7-5, 6-3       | Tableau |
| 38 | no 28 |  | Cincinnati       | 2024  | Dur        |                     | Zheng Qinwen        | no 7   | 1/16           | 7-5, 6-1       | Tableau |

Malgré le fait qu'elle n'a jamais atteint le top 10 mondial, Anastasia Pavlyuchenkova totalise 34 victoires face à des joueuses membres du top 10, dont 25 sur le top 8.

## Classements WTA en fin de saison
| Année          | 2006 | 2007 | 2008 | 2009 | 2010 | 2011 | 2012 | 2013 | 2014 | 2015 | 2016 | 2017 | 2018 | 2019 | 2020 | 2021 | 2022 | 2023 | 2024 |
| Rang en simple | 402  | 281  | 45   | 41   | 21   | 16   | 36   | 26   | 25   | 28   | 28   | 15   | 42   | 30   | 38   | 11   | 367  | 59   | 30   |
| Rang en double | 209  | 194  | 85   | 83   | 76   | 61   | 60   | 21   | 33   | 27   | 100  | 51   | 55   | 112  | 103  | 105  | 84   | 82   | 101  |

Source : (en) Classements de Anastasia Pavlyuchenkova sur le site officiel de la Fédération internationale de tennis